# Chained (canção)
"Chained" é uma canção da banda britânica The XX lançado em 7 de agosto de 2012 no álbum Coexist.

## Parada musical
| Parada (2012)                                 | Pico de posição |
| --------------------------------------------- | --------------- |
| Bélgica (Ultratip Bubbling Under de Flandres) | 19              |